# Hilara anisonychia
Hilara anisonychia är en tvåvingeart som beskrevs av Collin 1928. Hilara anisonychia ingår i släktet Hilara och familjen dansflugor. Inga underarter finns listade i Catalogue of Life.